# Park Solomon
Park Solomon, noto anche con lo pseudonimo di Lomon (Tashkent, 11 novembre 1999), è un attore sudcoreano.
Ha debuttato nel 2014 ed è conosciuto principalmente per i suoi ruoli in Boksu note (2017) e Non siamo più vivi (2022).

## Biografia
Lomon è nato l'11 novembre 1999 in Uzbekistan, da genitori di origine Koryo-saram. Da bambino, lui e la sua famiglia hanno vissuto in Russia per poi trasferirsi successivamente in Corea del Sud. Dopo aver terminato le elementari in Corea del Sud,  ha completato gli studi secondari alla Apgujeong High School, situata nel distretto di Gangnam, a Seoul.

## Carriera
Debutta nel 2014 con due serie drammatiche: Baengnyeon-ui sinbu e Jeonseor-ui manyeo. Dopo essere apparso in molti altri ruoli negli anni successivi, ha ottenuto maggior successo con Boksu note nel 2017. Nel 2019 ha recitato nel film drammatico cinese Lookism, imparando il mandarino per il ruolo. È tornato sul piccolo schermo due anni dopo quando ha recitato nel ruolo di Lee Su-hyeok nella serie Netflix a tema zombi Non siamo più vivi nel 2022. Nello stesso anno è stato scelto come protagonista maschile nella serie Disney+ In cerca di vendetta al fianco di Shin Ye-eun.

## Filmografia

### Cinema
- Museo-un i-yagi 3: Hwaseong-eseo on sonyeo (무서운 이야기 3: 화성에서 온 소녀?), regia di Baek Seung-bin, Kim Seon, Kim Gok e Min Gyu-dong (2016)

### Televisione
- Baengnyeon-ui sinbu (백년의 신부?) – serie TV (2014)
- Jeonseor-ui manyeo (전설의 마녀?) – serie TV (2014)
- Doctors (닥터스?) – serie TV (2016)
- Shopping wang Louie (쇼핑왕 루이?) – serie TV (2016)
- Pasukkun (파수꾼?) – serie TV (2017)
- Boksu note (복수노트?) – serie TV (2017)
- Wàimào zhìshàng zhǔyì (外貌至上主義S) – serie TV (2019)
- Non siamo più vivi (지금 우리 학교는?) – serie TV (2022-in corso)
- In cerca di vendetta (3인칭 복수?) – serie TV (2022)
- Branding in Seongsu-dong (브랜딩 인 성수동?) – serie TV (2024)
- Gajok gyehoek (가족계획?) – serie TV (2024)

## Doppiatori italiani
Nelle versioni in italiano delle opere in cui ha recitato, Park Solomon è stato doppiato da:
- Matteo Garofalo in In cerca di vendetta
- Mirko Cannella in Non siamo più vivi